# 7152 Euneus
7152 Euneus (1973 SH1) là một Trojan của Sao Mộc được phát hiện ngày 19 tháng 9 năm 1973 bởi Cornelis Johannes van Houten, Ingrid van Houten-Groeneveld và Tom Gehrels ở Đài thiên văn Palomar.